# Krzakorzyk
Krzakorzyk (Pogonomelomys) – rodzaj ssaków z podrodziny myszy (Murinae) w obrębie rodziny myszowatych (Muridae).

## Rozmieszczenie geograficzne
Rodzaj obejmuje gatunki występujące endemicznie na Nowej Gwinei.

## Morfologia
Długość ciała (bez ogona) 134–180 mm, długość ogona 190–205,8 mm, długość ucha 9–15,6 mm, długość tylnej stopy 21,5–34 mm; masa ciała 75–144 g.

## Systematyka
Rodzaj zdefiniował w 1936 roku niemiecki teriolog Hans Rümmler w artykule zatytułowanym Formy papuaskich myszowych z rodzaju Melomys, opublikowanym w czasopiśmie „Zeitschrift für Säugetierkunde”. Gatunkiem typowym jest (oryginalne oznaczenie) krzakorzyk dżunglowy (P. mayeri). 

### Etymologia
Pogonomelomys: gr. πωγων pōgōn, πωγωνος pōgōnos ‘broda’; rodzaj Melomys Thomas, 1922 (szczurzynek).

### Podział systematyczny
Do rodzaju należą następujące gatunki:
| Grafika | Gatunek               | Autor i rok opisu               | Nazwa zwyczajowa     | Podgatunki         | Rozmieszczenie geograficzne                                                                                  | Podstawowe wymiary                              | Status IUCN |
| ------- | --------------------- | ------------------------------- | -------------------- | ------------------ | --- | ----------------------------------------------- | ----------- |
|         | Pogonomelomys brassi  | Tate & Archbold, 1941           | krzakorzyk szary     | gatunek monotypowy | Indonezja i Papua-Nowa Gwinea: niziny południowo-środkowej Nowej Gwinei; zakres wysokości: 0–600 m n.p.m.    | DC: 17,3–18 cm DO: 19–19,7 cm MC: brak danych   | LC          |
|         | Pogonomelomys bruijni | (Peters & Doria, 1876)          | krzakorzyk nizinny   | gatunek monotypowy | endemit Indonezji (północno-zachodnia Nowa Gwinea (wyspa Salawati i półwysep Ptasia Głowa))                  | DC: około 18 cm DO: około 19 cm MC: brak danych | LC          |
|         | Pogonomelomys mayeri  | (W. Rothschild & Dollman, 1932) | krzakorzyk dżunglowy | gatunek monotypowy | Indonezja i Papua-Nowa Gwinea (góry północnej i środkowej Nowej Gwinei); zakres wysokości: 400–1500 m n.p.m. | DC: 13,4–15,2 cm DO: 15,3–20 cm MC: 75–144 g    | LC          |

Kategorie IUCN:  LC  – gatunek najmniejszej troski.